# Julio Alcaide Inchausti
Julio Alcaide Inchausti (Cádiz, 18 de enero de 1921 - Madrid, 7 de octubre de 2013) fue un estadístico, economista y profesor,  considerado por algunos padre de la estadística moderna española.

## Biografía
Aunque gaditano de nacimiento, pasó su infancia en la localidad cordobesa de Hinojosa del Duque, donde nacieron todos sus hermanos. Graduado como intendente mercantil en Madrid, pronto se incorporó a los incipientes servicios estadísticos de la administración, a través del creado por el Sindicato Vertical. En esos primeros años participó activamente en la elaboración de los primeros soportes para realizar estudios analíticos y trabajo en la elaboración de la primera estructura de la contabilidad nacional. A mediados de la década de 1960, abandonó el ámbito público para incorporarse al servicio de estudios del Banco de Bilbao (luego Banco Bilbao Vizcaya y Fundación BBVA), el primero en España que comenzó a ofrecer datos estadísticos sobre renta nacional y distribución territorial de la misma, trabajos que durante los sucesivos años hasta bien avanzada la década de 1980 fueron referencia para el conocimiento de la evolución de la economía española. Su vinculación con la entidad financiera duró hasta mediados de los años 1990.
De la mano de Enrique Fuentes Quintana, se incorporó a trabajar en la fundación que agrupaba a las cajas de ahorros. Más tarde, en la Transición democrática, cuando Fuentes Quintana fue nombrado para vicepresidente del Gobierno y ministro de Economía y Hacienda, Alcaide lo siguió como director general de Planificación (1977-1978), años en los que se fragua la más notable reforma del sistema tributario español contemporáneo con la aparición del impuesto sobre la renta de las personas físicas. En 1995 se incorporó al Grupo de Expertos de Previsión Económica (GEPE), formado para asesorar al ministerio de Economía en la elaboración de los presupuestos generales del Estado.
En 1991 fue galardonado con el Premio Rey Jaime I a la Economía junto al catedrático, Antoni Espasa Terrades y en 2010 con el Premio «Bernardo y Antonio de Ulloa» a la Innovación e Investigación Económica de la Escuela Andaluza de Economía. Estaba en posesión de la Medalla de Andalucía y tenía el título de Hijo Predilecto de Cádiz. Fue miembro del Alto Consejo Consultivo en Investigación, Desarrollo e Innovación
de la Presidencia de la Generalidad Valenciana.

## Obras
Fue autor de multitud de artículos en publicaciones especializadas —en especial en Papeles de Economía Española y Cuadernos de Información Económica— y colaboró en distintas obras colectivas. De entre sus libros, destacan:
- Alcaide Inchausti, Julio; Fuentes Quintana, Enrique (1993). De peores hemos salido: una aproximación a nuestra historia económica más reciente. Madrid: Mercado. ISBN 84-604-6390-7.
- —; Cuervo García, Álvaro; Cuadrado Roura, Juan R.  Instituto de Estudios Económicos, ed. Asturias: de una economía de transferencias a una economía productiva. ISBN 84-88533-39-X.
- — (2003).  Fundación BBVA, ed. Evolución económica de las regiones y provincias españolas en el siglo XX. Bilbao. ISBN 84-95163-81-0.